# Domingos Afonso Mafrense

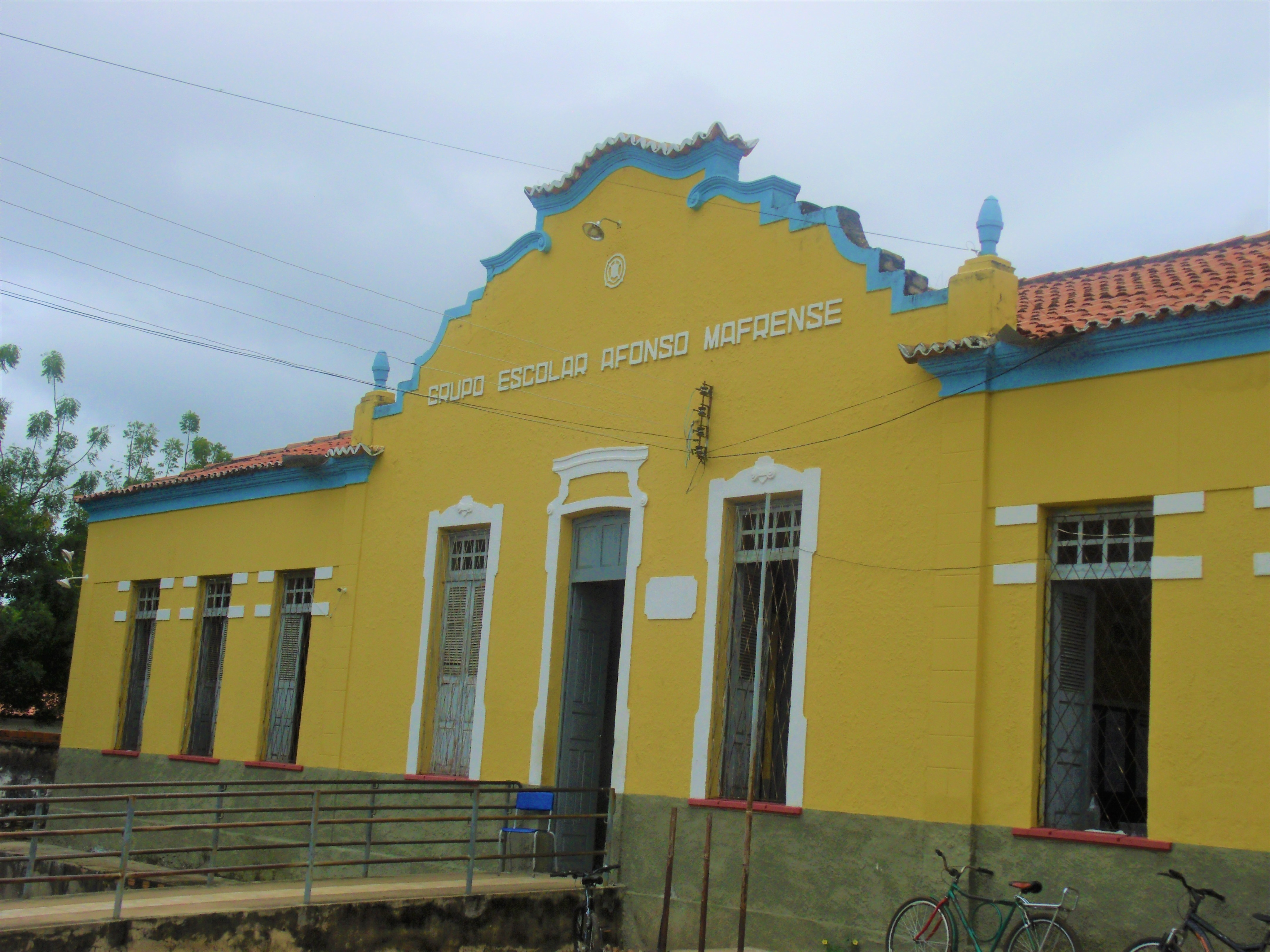
Grupo Escolar Afonso Mafrense, em Altos, no estado brasileiro do Piauí.

Domingos Afonso Mafrense, conhecido também como Domingos Afonso Sertão, foi um sertanista português do estado brasileiro do Piauí.
Era reinol de Torres Vedras, vindo para o Brasil com seu irmão Julião Afonso Serra por volta de 1670, pois já em 12 de fevereiro de 1674 ambos obtiveram sesmarias no sul da Bahia. Unidos aos Ávilas, de quem foi o principal rendeiro, Domingos Afonso foi sertanista de grande ação, devassou todo o sertão a oeste do rio São Francisco.
Tendo-se estabelecido em Fazenda que denominou Sobrado, a 40 léguas ao sul de Juazeiro, com seu irmão foi o companheiro do Capitão Francisco Dias de Ávila, nomeado por patente de 1674 para ir conquistar o gentio gurgueia.
Dirigiram a bandeira para a serra dos Dois Irmãos e em terras do Piauí encontraram Domingos Jorge Velho, o cabo paulista. Domingos Afonso e seus companheiros entraram então a devassar o rio Piauí e o rio Canindé, indo até o Rio Parnaíba e sertões do Ceará. Nessas terras fundou mais de 30 fazendas ou currais de criar gado, obtendo sesmarias nas margens do Rio Gurgueia em 1676, no Rio Tranqueira em 1681 e 1684, no Rio Parnaíba em 1686.
No século XVII, Domingos Afonso Mafrense ocupou, com cartas de sesmarias da capitania de Pernambuco, algumas terras na margem do rio Gurgueia, visando a expandir sua pecuária. Foi o mais promissor colonizador da região.
Conforme determinou, após sua morte as terras passaram às mãos dos padres da Companhia de Jesus, que as administraram com relativo sucesso e contribuíram para o desenvolvimento da pecuária do Piauí que, no século XVIII, abastecia o Maranhão, todo o nordeste e algumas províncias do sul do Brasil.
Em 1760, após a expulsão dos jesuítas, as fazendas passaram ao patrimônio da Coroa portuguesa — com o nome de Fazenda Real Fisco — e entraram em decadência.